# Österreich-Rundfahrt 2011
Die 63. Österreich-Rundfahrt war ein Radrennen, das vom 3. bis 10. Juli 2011 stattfand. Das 1149 Kilometer lange Etappenrennen gehörte zur UCI Europe Tour 2011 und wurde dort in die höchste Kategorie 2. Hors Catégorie eingestuft. Die Tour führte durch acht der neun österreichischen Bundesländer, lediglich Oberösterreich wurde von ihr nicht durchfahren.

## Etappenübersicht
Der Etappenplan wurde Mitte Mai festgelegt und am 16. Mai 2011 in Hainburg an der Donau präsentiert.
| Etappe | Datum  | Typ               | Start–Ziel                               | Distanz | Etappensieger      | Gelbes Trikot      |
| ------ | ------ | ----------------- | ---------------------------------------- | ------- | ------------------ | ------------------ |
| 1.     | 03.07. | Bergetappe        | Dornbirn–Götzis                          | 147,8   | Robert Hunter      | Robert Hunter      |
| 2.     | 04.07. | Hors categorie    | Innsbruck–Kitzbüheler Horn (Bergankunft) | 158,2   | Fredrik Kessiakoff | Fredrik Kessiakoff |
| 3.     | 05.07. | Hochgebirgsetappe | Kitzbühel–Prägraten am Großvenediger     | 179,3   | Jens Keukeleire    | Fredrik Kessiakoff |
| 4.     | 06.07. | Hors categorie    | Matrei in Osttirol-St. Johann/Alpendorf  | 199,5   | Alexandre Geniez   | Fredrik Kessiakoff |
| 5.     | 07.07. | Bergetappe        | St. Johann/Alpendorf–Schladming          | 157,2   | Ian Stannard       | Fredrik Kessiakoff |
| 6,.    | 08.07. | Hügelige Etappe   | Hainburg-Bruck an der Leitha             | 155,0   | Greg Van Avermaet  | Fredrik Kessiakoff |
| 7.     | 09.07. | Zeitfahren        | Podersdorf (Einzelzeitfahren)            | 030,1   | Bert Grabsch       | Fredrik Kessiakoff |
| 8.     | 10.07. | Flachetappe       | Podersdorf–Wien, Burgtheater             | 122,8   | Daniele Bennati    | Fredrik Kessiakoff |

## Teilnehmende Teams
An den Start gingen acht ProTeams, sechs Professional Continental Teams und vier Continental Teams.
| UCI ProTeams Pro Team Astana Katusha Team Team RadioShack        | HTC-Highroad BMC Racing Team Leopard Trek | Saxo Bank SunGard Sky ProCycling             |
| UCI Professional Continental Teams Cofidis Geox-TMC              | Skil-Shimano Team NetApp                  | Androni Giocattoli Farnese Vini-Neri Sottoli |
| UCI Continental Teams ARBÖ Gebrüder Weiss-Oberndorfer Tyrol Team | WSA-Viperbike Kärnten Team Vorarlberg     |                                              |